# Ударник (Каргапольський район)
Уда́рник (рос. Ударник) — присілок у складі Каргапольського району Курганської області, Росія. Входить до складу Майської сільської ради.
Населення — 96 осіб (2010, 184 у 2002).
Національний склад населення станом на 2002 рік: росіяни — 94 %.